# Ares J. Rosakis
Ares J. Rosakis (Atenas, Grécia, 12 de setembro de 1956) é um engenheiro estadunidense nascido na Grécia. É Otis Booth Leadership Chair, Division of Engineering and Applied Science e Professor da Cátedra Theodore von Kármán de Aeronáutica e Engenharia Mecânica do Instituto de Tecnologia da Califórnia (Caltech). Foi anteriormente o quinto diretor do Graduate Aerospace Laboratories (Guggenheim Aeronautical Laboratory at the California Institute of Technology - GALCIT).

## Educação
Ares Rosakis obteve a graduação no Athens College em junho de 1975. Em setembro de 1975 mudou-se para o Reino Unido para estudar ciência da engenharia no University College Oxford. Obteve os graus de BA e MA em ciências da engenharia na Universidade de Oxford em 1978. Obteve o grau de PhD em mecânica dos sólidos na Universidade Brown. Começou a trabalhar no Caltech e no GALCIT como professor assistente em 1982, onde é atualmente Otis Booth Leadership Chair, Division of Engineering and Applied Science, e Theodore von Kármán Professor of Aeronautics and Mechanical Engineering.

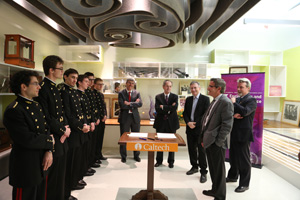
Ares Rosakis addressing École Polytechnique students during a ceremony to sign an agreement for a Master's Education Exchange Program in Aeronautics/Space Engineering and Mechanics.

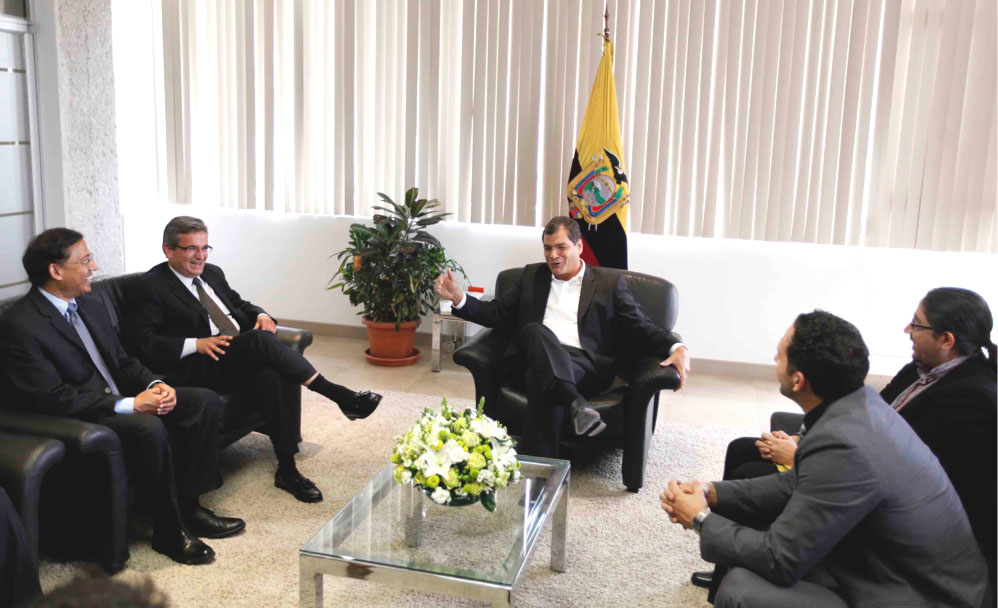
Ares Rosakis, G. Ravichandran, and José Andrade with Ecuador's President Rafael Correa and Secretary René Ramírez, SENESCYT, discussing Yachay International University and City of Knowledge.

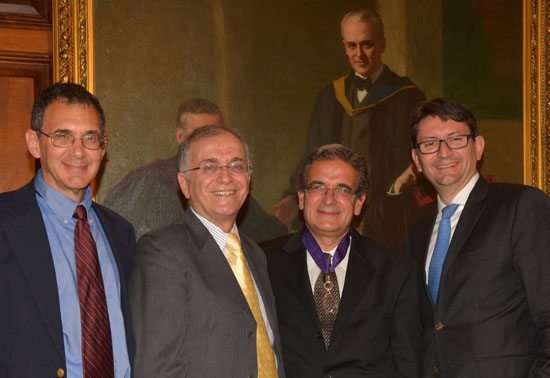
Acting Caltech President Ed Stolper, JPL Director Charles Elachi, Commandeur dans l'Ordre des Palmes Académiques recipient Ares Rosakis, and Consul General of France in Los Angeles Axel Cruau (photo credit: Bill Youngblood)

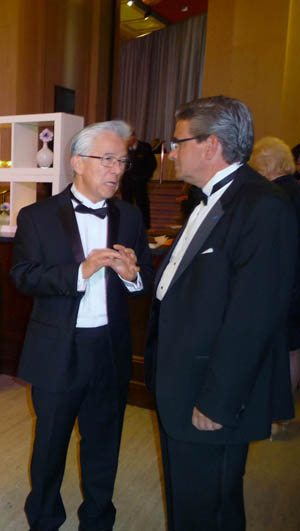
Professor Shih Choon Fong, Founding President KAUST (left) and Professor Ares Rosakis (right) at the Franklin Institute Awards Ceremony honoring Professor Subra Suresh, President, Carnegie Mellon University, April 25, 2013

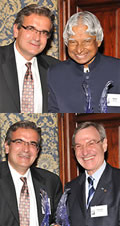
Acima: Ares Rosakis com Abdul Kalam (11. Presidente da Índia). Abaixo: Ares Rosakis com Yannick d'Escatha (Chairman do Centre National d'Études Spatiales - CNES).

## Publicações
Professor Rosakis é autor de mais de 250 publicações.